# Касьян Олена Валеріївна
Олена Валеріївна Касьян (нар. 21 листопада 1970, Львів — пом. 14 липня 2019, Харків) — український бард, композитор, виконавиця авторської пісні.

## Біографія
Народилась та виросла у Львові. Вірші писала починаючи зі шкільних років. Самостійно навчилася грати на гітарі. Навчалась на режисерському відділенні Львівського культурно-просвітницького училища (сучасна назва Львівський коледж культури і мистецтв). Під час навчання відвідувала клуб авторської пісні під керівництвом Олександра Львова. В 1992 році стала переможцем фестивалю авторської пісні в Чернівцях.
Пізніше ставала лауреатом і дипломантом практично всіх пісенних фестивалів і конкурсів, де брала участь: Суми (1993-2006), Мінськ (1995), Львівські брами (1998), Національних культур (Львів, 2003), Бахчисарай, Балаклава, Київ (2003), Гран-Прі в Тарту, Естонія (2015). В 2009 стала лауреатом Грушинського фестивалю. Виступала з концертами в містах України, Росії, Білорусії, Ізраїлю. Виступала також в дуеті з Тимофієм Сердечним та Павлом Гребенюком. Неодноразово була в складі жюрі фестивалів авторської пісні.
Записала чотири альбоми авторських пісень: «Это просто весна» (1997), «Город-море» (2006), «До востребования» (2010), «Вслух» (2012).
У видавництві Ахілл (Львів) вийшло чотири поетичні збірки: «До востребования» (2010), «Отправлено тчк» (2013), «Fragile» (2016) та "Седьмой почтовый" (2019). Книга «До востребования» увійшла в лонг-ліст «Русской премии» (2011) в номінації поезія.
Автор двох дитячих книжок: «Фея по фамилии Дура» (2010, «Контакт-культура», Москва); «Самое важное желание» (2013, «Речь», Санкт-Петербург), пізніше книги були перевидані видавництвом Ранок на російській та українській мові; серії оповідань ФРАМ (2008-2012, «Амфора»), казки для дорослих «Легенда про одно» (2016, «Ахіл»).
Коротка проза видавалась у збірниках «Уже навсегда», «Заповедник сказок», «Страшные истории о зеркалах», «Один мужчина, одна женщина».
По оповіданням знято декілька ігрових та анімаційних фільмів. Разом с Євгенією Писаренко (Гомель) стала переможцем кінофестивалю «Киты» (2015г.) в номинації відеопоезія.
З 1997 по 2012 рік керувала львівським клубом авторської пісні "Послухайте".
Після шести років боротьби з онкологічним захворюванням пішла з життя 14.07.2019, в Харкові.
Похоронена у Львові, на Сихівському цвинтарі.